# Amphipogon turbinatus
Amphipogon turbinatus är en gräsart som beskrevs av Robert Brown. Amphipogon turbinatus ingår i släktet Amphipogon och familjen gräs. Inga underarter finns listade i Catalogue of Life.